# Fél-profi
A Fél-profi (eredeti címe: Semi-Pro) 2008-ban bemutatott amerikai filmvígjáték, melyet rendezői debütálásaként Kent Alterman rendezett. A főbb szerepekben Will Ferrell és Woody Harrelson látható.
Az Amerikai Egyesült Államokban 2008. február 29-én mutatták be a mozikban. DVD-n és Blu-ray-n 2008. június 3-án jelent meg.

## Cselekmény
1976-ban Jackie Moon énekes (Will Ferrell) egyetlen számával, a „Love Me Sexy”-vel óriási anyagi sikert arat, ebből megvesz egy kosárlabda-csapatot, a Flint Tropics-ot, akik American Basketball Association tagok, vagyis „fél-profik”. Jackie Moon a csapat tulajdonosa, edzője és egyben vezető játékosa. A csapat anyagilag nem túl sikeres, mivel az utolsó helyen állnak. Rajongótáboruk szórványos, bár a meccseket megpróbálják látványossá és izgalmassá tenni. Például ha a nézők közül valaki a palánk alól a másik kosárba dobja a labdát, 10 000 dollárt kap. Egy alkalommal ez sikerül egy hippi-kinézetű egyénnek. Mivel Jackie nem számított erre (és nem tudja kifizetni a pénzt), a reklámtáblát adja oda neki, amire szerinte kifizetik a pénzt.
Az ABA arra készül, hogy négy csapatot beolvasszon az NBA-be, azonban a Tropics nincs közöttük. A többiekre a feloszlatás vár. Jackie botrányt csap, majd azt javasolja, hogy a legjobb négy csapat kerüljön tovább, ezt kisebb vita után elfogadják.
Jackie megszerzi egy mosógépért cserébe a Kentucky Colonels-től Ed Monixot (Woody Harrelson), az NBA-bajnok Boston Celtics egykori játékosát. A kosárlabdabiztos közli velük, újabb feltétel a bejutásra, hogy minden alkalommal legalább 2000 fizető nézőnek kell lennie.
Jackie elszánt és veszélyes akcióba kezd a nézőszám növelése érdekében: egy Dewie nevű emberevő medvével birkózni akar a meccs előtt. A medve majdnem megöli Jackie-t, majd elszabadul és eltűnik (a történet során még egyszer-kétszer feltűnik rövid időre, amint megtámad valakit).
A Tropics kezd jobban játszani Monix irányításával, aki átveszi a stratégiai edző szerepét Jackie-től. Monix keményen edzi a csapatot, először labda nélkül egy formációt tanít be nekik, azért, hogy ha fáradtak és figyelmetlenek lesznek, akkor is végre tudják azt hajtani. Az edzés végét a törvényszerűen jelentkező hányás jelenti, ami Jackie-nek nehezen megy, mert még sohasem hányt egész életében. Monix a vékonybelébe öklöz, így már megy neki.
Monix edzésével a Tropics kezd emelkedni a ranglétrán, az utolsó helyről sikerül feljutniuk az ötödik helyig. Ekkor megint az elnök látogatja meg őket, és közli, hogy a Tropics mégsem juthat be az NBA-be, mivel Flint városa túl kicsi piacot jelent. Még akkor sem juthatnak be, ha megverik az első helyezett San Antonio Spurs-t.
Amikor a csapattagok abban reménykednek, hogy Jackie majd kitalál valamit, és a helyzet megoldódik, ő bevallja nekik, hogy lopta a „Love Me Sexy”, azt az anyja írta le neki egy szalvétára három héttel a halála előtt.  Mivel úgy érzi, hogy minden elveszett, Jackie eladja Withers-t a Spurs-nek, hogy legalább ő játszhasson az NBA-ben. Monix azonban azzal áll elő, hogy mivel már nincs vesztenivalójuk, és valószínűleg soha nem lesz lehetőségük ilyen szintű meccsre, ezért adjanak bele mindent az immár tét nélküli meccsbe. A csapat elfogadja, hogy küzdeni fognak.
A Spurs elleni meccset Moon „MegaBowl”-nak nevezi, és rengeteg néző kíváncsi rá, a csarnok zsúfolásig megtelik. A meccs kezdete után a Tropics gyorsan visszaesik, nem tudnak elég pontot szerezni. Az első félidő vége felé Jackie-t keményen támadják, a földre esik és elájul. A csapattagok kiviszik az öltözőbe. Withers ekkor úgy dönt, nem játszik a ellenfél csapatában, és csatlakozik hozzájuk az öltözőben.
Jackie ájult állapotában a mennyországban jár, ahol egy kosárlabda-palánk alatt találkozik az anyjával (aki egy néger nő). Bocsánatot kér tőle, amiért ellopta a dalát és az anyja megbocsát neki. Majd mond Jackie-nek egy új technikát, amivel győzhetnek a meccsen. Magához térve az öltözőben, elmondja, hogy mit mondott neki az anyja. Az új technika egyfajta alley oop. A technika alkalmazását a bíró (aki egyébként katolikus pap), nem fogadja el, mert a levegőben való túl hosszú ideig tartó mozgással jár, azonban Jackie és Monix rávilágítanak, hogy ez nem szabályellenes, így elfogadja az alkalmazását. A Tropics gyűjti a pontokat és kezdi utolérni a Spurs-t. Amikor már csak 12 másodperc van hátra a meccsből, Monix a jól begyakorolt mozdulatsort veti be. Ekkor már 115-117 a pontarány. Mivel a Spurs szabálytalankodik, a meccset Jackie két büntetődobása dönti el.  Jackie az első labdát „nagymama stílusban” dobja be, a második pedig nem megy be „csont nélkül”, de a csapattagok ekkor már segíthetnek, ezzel megnyerik a meccset.
A Spurs edzője felajánlj Withersnek egy helyet a csapatban. Az ABA elnök pedig Jackie-nek ajánl fel egy marketing igazgatói helyet az NBA bizottságában. Ahogy Jackie elfogadná a felajánlott pozíciót, a korábban elszabadult medve az elnökre támad.

## Szereplők
| Színész            | Szerep           | Magyar hang          |
| ------------------ | ---------------- | -------------------- |
| Will Ferrell       | Jackie Moon      | Kerekes József       |
| Woody Harrelson    | Monix            | Stohl András         |
| André Benjamin     | Clarence         | Zöld Csaba           |
| Maura Tierney      | Lynn             | Báthory Orsolya      |
| Andrew Daly        | Dick Pepperfield | Czvetkó Sándor       |
| Will Arnett        | Lou Redwood      | Koncz István         |
| Andy Richter       | Bobby Dee        | Kapácsy Miklós       |
| David Koechner     | tisztviselő      | Tóth Zoltán          |
| Rob Corddry        | Kyle             | Moser Károly         |
| Matt Walsh         | Pat atya, a bíró | Bognár Zsolt         |
| Jackie Earle Haley | Dukes            | Csík Csaba Krisztián |

Dewie, a medve
Dewie 5-éves, 2,3 méter magas, 320 kg-os hím grizzly-medve. Valódi neve Rocky. Randy Miller kaszkadőr és tréner birkózott a medvével Ferrell helyett.
2008. április 22-én a medve megharapta a nyakán a 39-éves Stephan Millert (Randy Miller unokatestvérét, aki szintén edző), aki belehalt a sérüléseibe.

## Fordítás
Ez a szócikk részben vagy egészben  a   Semi-Pro című angol Wikipédia-szócikk fordításán alapul.  Az eredeti cikk szerkesztőit annak laptörténete sorolja fel. Ez a jelzés csupán a megfogalmazás eredetét és a szerzői jogokat jelzi, nem szolgál a cikkben szereplő információk forrásmegjelöléseként.